# Liste der Kreisstraßen im Landkreis Fürth
Die Liste der Kreisstraßen im Landkreis Fürth ist eine Auflistung der Kreisstraßen im bayerischen Landkreis Fürth mit deren Verlauf. 

## Abkürzungen
- AN: Kreisstraße im Landkreis Ansbach
- ERH: Kreisstraße im Landkreis Erlangen-Höchstadt
- FÜ: Kreisstraße im Landkreis Fürth
- FÜs: Kreisstraße in der kreisfreien Stadt Fürth
- NEA: Kreisstraße im Landkreis Neustadt an der Aisch-Bad Windsheim
- RH: Kreisstraße im Landkreis Roth
- St: Staatsstraße in Bayern

## Liste
Nicht vorhandene bzw. nicht nachgewiesene Kreisstraßen werden in Kursivdruck gekennzeichnet, ebenso Straßen und Straßenabschnitte, die unabhängig vom Grund (Herabstufung zu einer Gemeindestraße oder Höherstufung) keine Kreisstraßen mehr sind.
Der Straßenverlauf wird in der Regel von Nord nach Süd und von West nach Ost angegeben.
| Nr. FÜ | Verlauf |
| ------ | --- |
| FÜ 2   | FÜ 17 in Raindorf – Seckendorf – FÜ 16 – St 2409 |
| FÜ 6   | (FÜs 6 in Fürth) – Landkreisgrenze – St 2245 in Oberasbach |
| FÜ 7   | (NEA 8 im Landkreis Neustadt an der Aisch-Bad Windsheim) – Landkreisgrenze – Puschendorf – Veitsbronn – FÜ 8/FÜ 17 – Landkreisgrenze – (FÜs 2 in Fürth) |
| FÜ 8   | (ERH 13 im Landkreis Erlangen-Höchstadt) – Landkreisgrenze – Tuchenbach – Veitsbronn – FÜ 7/FÜ 17 – Siegelsdorf – /St 2409 in Seukendorf |
| FÜ 9   | (NEA 10 im Landkreis Neustadt an der Aisch-Bad Windsheim) – Landkreisgrenze – Kreben – FÜ 11/FÜ 18 in Kirchfarrnbach |
| FÜ 10  | (NEA 18 im Landkreis Neustadt an der Aisch-Bad Windsheim) – Landkreisgrenze – Altkatterbach – FÜ 18 in Meiersberg |
| FÜ 11  | (NEA 20 im Landkreis Neustadt an der Aisch-Bad Windsheim) – Landkreisgrenze – Kirchfembach – Langenzenn (– Abzweig zur /St 2252 über Hardhof) – FÜ 17 – Burggrafenhof – Keidenzell – FÜ 16 – Wittinghof – Kirchfarrnbach – FÜ 18 – FÜ 9 – Landkreisgrenze – (AN 26 im Landkreis Ansbach) |
| FÜ 14  | St 2242 in Zirndorf – FÜ 19 – Leichendorf – St 2245 – Lind – Anwanden – FÜ 22 – Sichersdorf – Großweismannsdorf – St 2409 |
| FÜ 15  | St 2245 in Ammerndorf – Buttendorf – FÜ 22 in Roßtal |
| FÜ 16  | FÜ 11 in Keidenzell – FÜ 24 – Hammerschmiede – Stinzendorf – Roßendorf – FÜ 2 – St 2409 |
| FÜ 17  | FÜ 11 in Langenzenn – Göckershof – Raindorf – FÜ 2 – Kagenhof – Siegelsdorf – FÜ 8 – Veitsbronn – FÜ 7 – Obermichelbach – FÜ 21 – Untermichelbach – Landkreisgrenze – (FÜs 3 in Fürth)                                                                                                   |
| FÜ 18  | (NEA 23 im Landkreis Neustadt an der Aisch-Bad Windsheim) – Landkreisgrenze – Wilhermsdorf – St 2252 – Meiersberg – FÜ 10 – Dürrnfarrnbach – Kirchfarrnbach – FÜ 11 – FÜ 9 – FÜ 19 in Oberreichenbach                                                                                    |
| FÜ 19  | St 2245 in Unterschlauersbach – Oberreichenbach – FÜ 18 – Deberndorf – FÜ 24 – Zautendorf – St 2409 – Cadolzburg – Wachendorf – Banderbach – FÜ 14 – St 2245 in Zirndorf |
| FÜ 20  | St 2245 in Großhabersdorf – Fernabrünst – FÜ 22 in Clarsbach |
| FÜ 21  | (ERH 25 im Landkreis Erlangen-Höchstadt) – Landkreisgrenze – Obermichelbach – FÜ 17 |
| FÜ 22  | FÜ 14 in Anwanden – Weitersdorf – Roßtal – St 2409 – FÜ 15 – Clarsbach – FÜ 20 – Raitersaich – Landkreisgrenze – (AN 25 im Landkreis Ansbach) |
| FÜ 23  | in Buchschwabach – Landkreisgrenze – (RH 14 im Landkreis Roth) |
| FÜ 24  | FÜ 16 in Keidenzell – FÜ 19 in Deberndorf |

## Quelle
OpenStreetMap: Landkreis Fürth – Landkreis Fürth im OpenStreetMap-Wiki